# Benjamin Smith (Kaufmann)

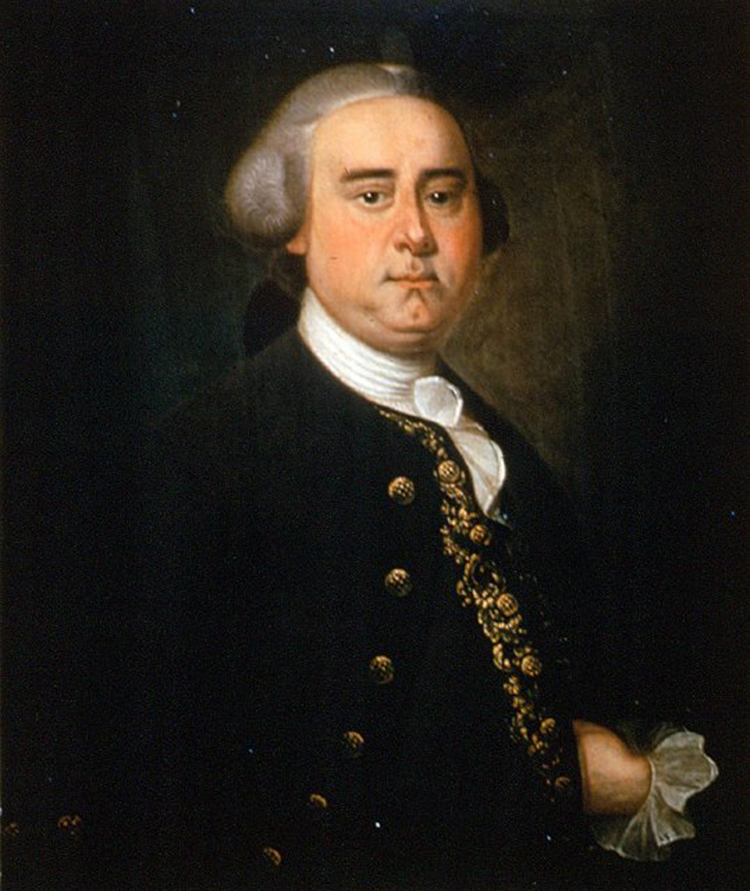
Benjamin Smith

Benjamin Smith (* 2. September 1717 in Berkeley County, South Carolina; † 23. Juli 1770 in Newport, Rhode Island) war ein amerikanischer Kaufmann, Bankier, Reeder, Plantagenbesitzer, Sklavenhändler und Politiker aus Charles Town (heute Charleston) in der britischen Kolonie South Carolina. Er war in der Kolonie einer der prominentesten Handelsbankiers seiner Zeit. Er war Mitglied der Royal Assembly (Parlament) von 1747 bis 1765 und war von 1755 bis 1763 dessen Präsident (Speaker).
Sein Vater Thomas Smith war Plantagenbesitzer und wurde auf Nevis geboren. Seine Mutter Sabina Smith war Tochter des Kolonialbeamten und Landgrafen Thomas Smith II und Enkelin des Gouverneurs und Landgrafen Thomas Smith I sowie Enkelin des Gouverneurs Joseph Blake. Seine Vorfahren stammten aus England und waren im 17. Jahrhundert in Westindien und Nordamerika angekommen.
Smith besaß zwei große Plantagen und mehrere andere Grundstücke. Er wohnte meistens in einem Stadthaus in Charles Town, jetzt als Benjamin Smith House benannt. Er war sehr aktiv am Sklavenhandel beteiligt und besaß eine Reihe von Schiffen. Er finanzierte auch die sogenannte „Negerschule“ in Charleston.
Benjamin Smith war mit Mary Wragg verheiratet, einer Tochter von Joseph Wragg, der jahrzehntelang, vor allem in den 1730er Jahren, der größte Sklavenhändler in Nordamerika war.